# MV Chauncy Maples
 (février 2022).
La mise en forme du texte ne suit pas les recommandations de Wikipédia : il faut le « wikifier ».
Les points d'amélioration suivants sont les cas les plus fréquents. Le détail des points à revoir est peut-être précisé sur la page de discussion.
- Les titres sont pré-formatés par le logiciel. Ils ne sont ni en capitales, ni en gras.
- Le texte ne doit pas être écrit en capitales (les noms de famille non plus), ni en gras, ni en italique, ni en « petit »…
- Le gras n'est utilisé que pour surligner le titre de l'article dans l'introduction, une seule fois.
- L'italique est rarement utilisé : mots en langue étrangère, titres d'œuvres, noms de bateaux, etc.
- Les citations ne sont pas en italique mais en corps de texte normal. Elles sont entourées par des guillemets français : « et ».
- Les listes à puces sont à éviter, des paragraphes rédigés étant largement préférés. Les tableaux sont à réserver à la présentation de données structurées (résultats, etc.).
- Les appels de note de bas de page (petits chiffres en exposant, introduits par l'outil «  Source ») sont à placer entre la fin de phrase et le point final[comme ça].
- Les liens internes (vers d'autres articles de Wikipédia) sont à choisir avec parcimonie. Créez des liens vers des articles approfondissant le sujet. Les termes génériques sans rapport avec le sujet sont à éviter, ainsi que les répétitions de liens vers un même terme.
- Les liens externes sont à placer uniquement dans une section « Liens externes », à la fin de l'article. Ces liens sont à choisir avec parcimonie suivant les règles définies. Si un lien sert de source à l'article, son insertion dans le texte est à faire par les notes de bas de page.
- La présentation des références doit suivre les conventions bibliographiques. Il est recommandé d'utiliser les modèles {{Ouvrage}}, {{Chapitre}}, {{Article}}, {{Lien web}} et/ou {{Bibliographie}}. Le mode d'édition visuel peut mettre en forme automatiquement les références.
- Insérer une infobox (cadre d'informations à droite) n'est pas obligatoire pour parachever la mise en page.

Pour une aide détaillée, merci de consulter Aide:Wikification.
Si vous pensez que ces points ont été résolus, vous pouvez retirer ce bandeau et améliorer la mise en forme d'un autre article.
| Histoire                   | Histoire                                                                |
| Nyasaland, Malawi          | Nyasaland, Malawi                                                       |
| -------------------------- | ----------------------------------------------------------------------- |
| Nom                        | SS Chauncy Maples (jusqu'à 1967), MV Chauncy Maples (1967-actuellement) |
| Port d'attache             | Monkey Bay                                                              |
| Construction               | 1898                                                                    |
| Constructeur               | Alley & McClellan, Polmadie, Ecosse                                     |
| Coût                       | £13,500                                                                 |
| Mise à flots               | 1901                                                                    |
| Voyage inaugural           | 1901                                                                    |
| Fin d'activité             | 1992                                                                    |
| Caractéristiques générales |                                                                         |
| Tonnage                    | 150 tonnes                                                              |
| Longueur                   | 38 m (126 ft)                                                           |
| Maître-bau                 | 6.1 m (20 ft)                                                           |
| Tirant d'eau               | 2.0 m (6+1⁄2 ft)                                                        |
| Propulsion                 | Hélice simple                                                           |

Le MV Chauncy Maples est un bateau à moteur et un ancien bateau à vapeur qui a été lancé en 1901 sous le nom de SS Chauncy Maples. Il a passé toute sa carrière sur le lac Malawi (anciennement plus connu sous le nom de lac Nyasa) et est considéré comme le plus navire le plus ancien à flots en Afrique. Il a servi durant de cent années, initialement en tant que clinique médicale flottante. de service. Il était prévu de le restaurer pour en prolonger l'utilisation. Le gouvernement du Malawi a offert son soutien pour ce projet en 2009, et la collecte de fonds caritatifs a été suffisante pour démarrer les travaux. Toutefois, la coque s'est avérée irréparable à un coût viable, de sorte qu'un engin moderne plus pratique a été proposé  en remplacement.

## Objectif et livraison
Le SS Chauncy Maples a été conçu pour naviguer à la vapeur dans les vastes eaux du lac Nyasa, troisième lac africain par sa taille, cinquième parmi les grands lacs mondiaux, c'est le lac le plus au sud de l'Afrique de l'Est. C'est également le deuxième lac le plus profond d'Afrique et abrite plus d'espèces de poissons que tout autre lac sur Terre, offrant une source de nourriture abondante pour ceux qui vivent autour de ses rives.

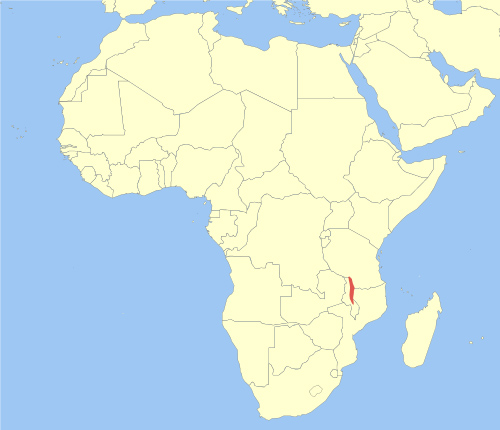
Lake Malawi

Conçu et commandé par la Mission des universités en Afrique centrale (UMCA), le navire de 150 tonnes a été l'un des derniers modèles conçus et produits par Henry Marc Brunel, fils du célèbre ingénieur civil Isambard Kingdom Brunel. Une fois démonté, il se composait de près de 3 481 pièces. Celles-ci furent acheminées par cargo, puis remorquées par barge jusqu'aux eaux du Zambèze.
La chaudière a été construite par Abbott de Newark.  Elle pesait 11 tonnes et a été transportée en une seule pièce sur un wagon spécial équipé de roues Sentinel, pour être transportée par voie terrestre par 450 membres de la tribu Ngoni sur 563 km à travers des terres inexplorées jusqu'au Rift est-africain.  Les autres parties du navire ont été transportées à dos d'hommes. 

## Assemblage
L'assemblage ,[page à préciser] du vaisseau s'est avéré encore plus ardu que le voyage. En effet, les numéros de pièces avaient été estampillés erronément. Il a fallu deux ans pour remonter; le navire a finalement été lancé le 6 juin 1901 et nommé d'après l'évêque Chauncy Maples, un missionnaire anglican, plus tard évêque du Nyasaland. Tragiquement alors qu'il s'apprêtait à prendre ses fonctions, son bateau chavira lors d'une tempête sur le lac Nyasa et il se noya sous le poids de sa soutane.

## Navire-hôpital, école missionnaire et extinction de la traite des esclaves
Les missionnaires ont apporté en Afrique plus que la religion. L'UMCA avait une vision très claire de son investissement d'un montant de 9 000 £. Officiellement, le navire avait trois missions: fournir au lac un navire-hôpital, une école missionnaire, ainsi qu'un refuge d'urgence contre les marchands d'esclaves. En réalité, les objectifs étaient d'une nature différente. En effet, selon l'un des partisans fondateurs de la Mission et évêque d'Oxford, Samuel Wilberforce, la tâche principale était "l'œuvre de civilisation du commerce, l'extinction de la traite des esclaves et, si possible, la colonisation de l'Afrique ".

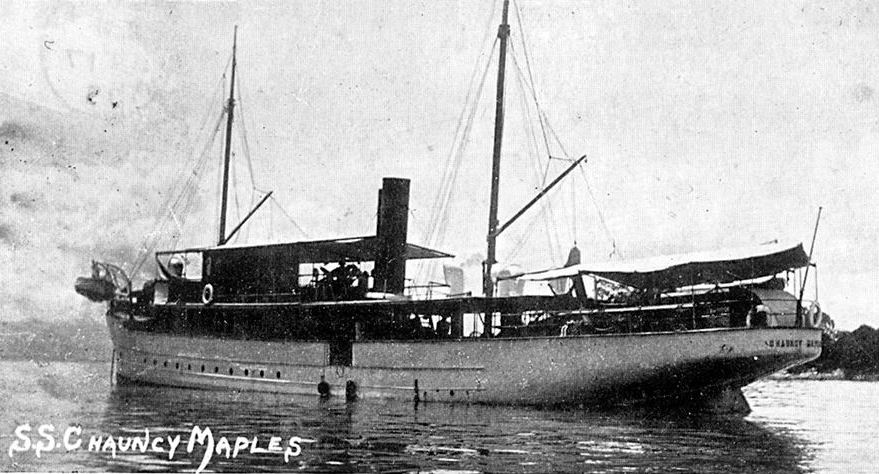
SS Chauncy Maples au mouillage quatre ans après son lancement

L'arrivée du Chauncy Maples et du Dr Robert Howard a entrainé un changement significatif au niveau de la qualité de l'offre de soin proposée au habitants. En effet, Howard a rapidement mis en place les bases d'un système de santé solide. Dans les années 1930, de nombreuses stations, y compris celles de la périphérie, avaient des cliniques de santé dirigées par des infirmières missionnaires ou par des assistants africains. C'est toutefois le Chauncy Maples qui constituait le seul lien entre les stations de mission éloignées au bord du lac. Avec les connaissances importantes sur les maladies locales recueillies par d'autres médecins de la région (principalement des missions écossaises), le Dr Howard a pu adopter une stratégie antipaludique et, en collaboration avec des collègues de la mission Blantyre, s'est par ailleurs lancé dans un programme de vaccination antivariolique.
À l'exception d'une période de service durant la Première Guerre mondiale en tant que transporteur de troupes et canonnière, le navire a principalement servi les habitants du Nyassaland jusqu'en 1953, date à laquelle il a été vendu. En 1967, il a été racheté par le gouvernement du Malawi pour être utilisé en tant que navire à passagers et cargo. La machine à vapeur a été remplacée par un moteur diesel de type Crossley. Sa machine à vapeur est conservée au musée du lac Malawi à Mangochi. Le navire est actuellement désarmé à Monkey Bay. 

## Restauration

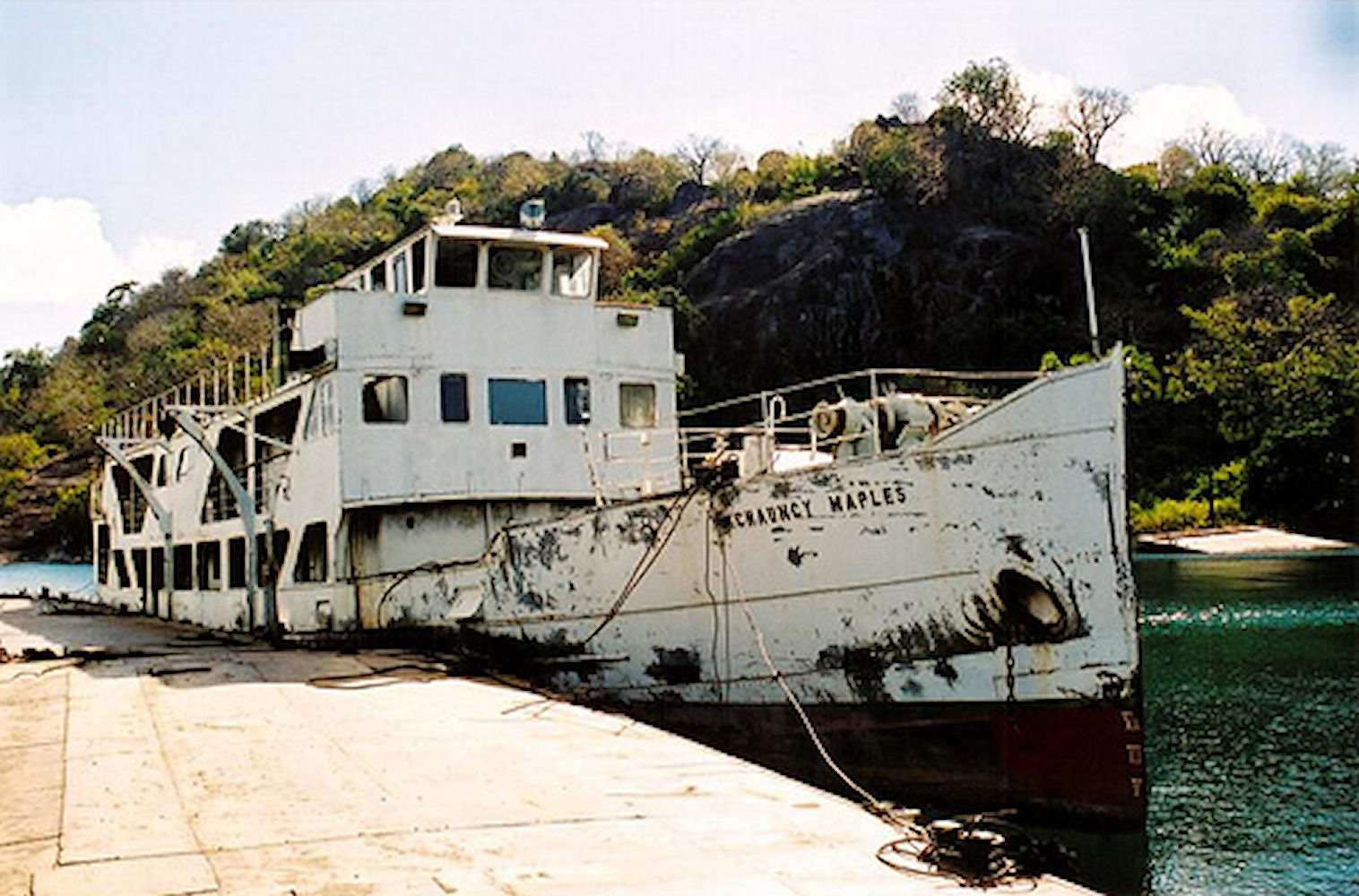
MV Chauncy Maples en attente de restauration en 2008. Le pont actuel n'est pas d'origine sur le navire et sera retiré pour améliorer sa stabilité et lui redonner sa configuration d'origine.

La dernière inspection officielle en 1992 a révélé peu de dommages à la coque en acier riveté. La qualité supérieure de l'acier produit en 1899 a sans aucun doute joué un rôle dans sa longévité - après avoir placé le navire dans une cale sèche à Monkey Bay en mai 2009, l'ingénieur maritime Pieter Volschenk a conclu que les navires construits plus récemment semblaient en pire état après seulement vingt ans de mer. En janvier 2012, il a été ramené à terre pour la poursuite des travaux de restauration. 
La restauration est dirigée par le gouvernement du Malawi et soutenue par le Chauncy Maples Malawi Trust en Grande-Bretagne. Une fois le Chauncy Maples restauré en une clinique flottante, une équipe médicale apporterait soutien et traitement aux personnes vivant sur les rives du lac Malawi. 
En 2017, le consortium a annoncé que la restauration avait été abandonnée.
Au fur et à mesure que les travaux progressaient sur le navire, des problèmes techniques imprévus sont apparus concernant l'intégrité de la coque, ce qui signifie que les coûts de rénovation ont augmenté au-delà de ce qui peut être considéré comme économiquement viable.

## Notes et références

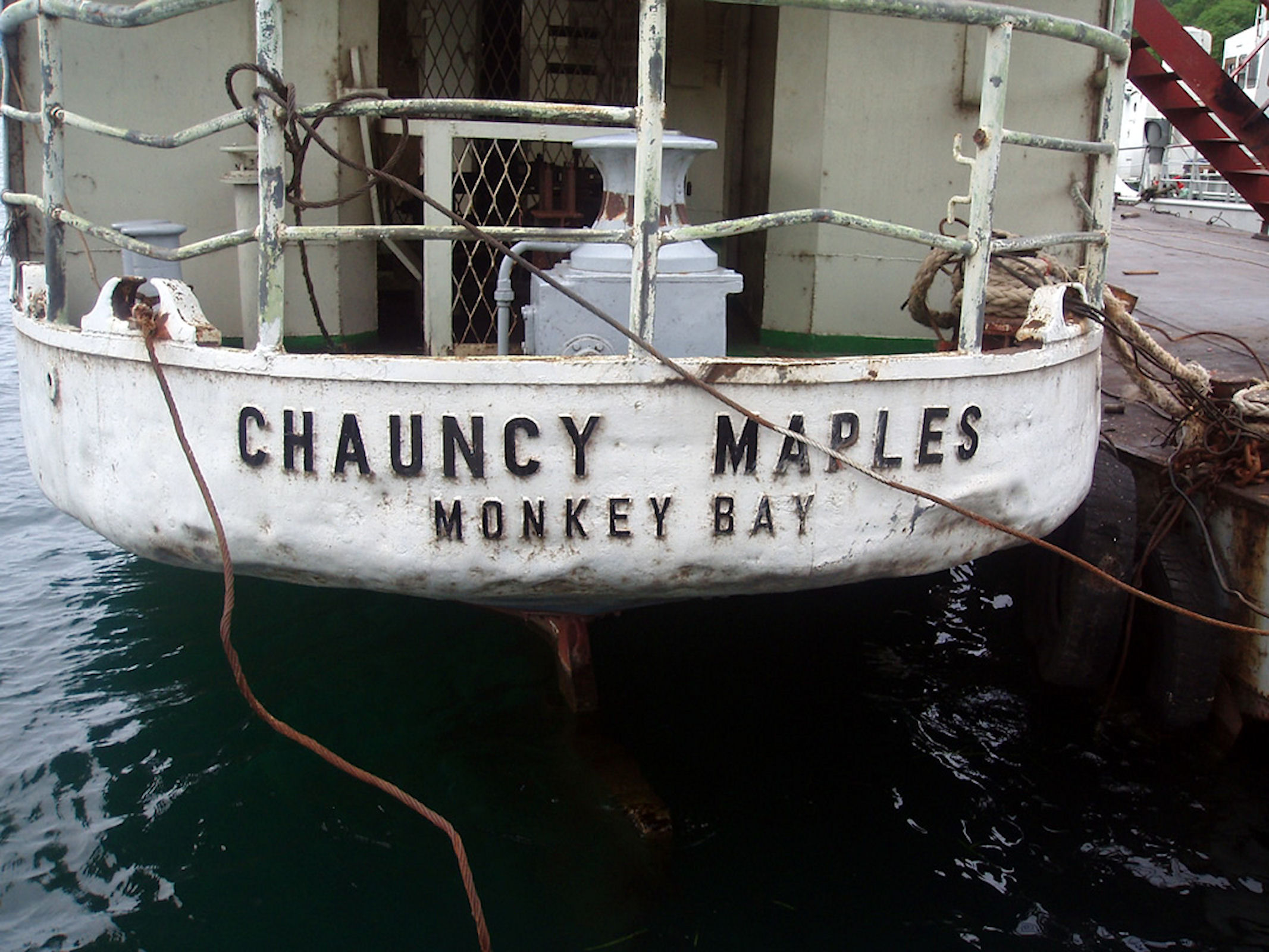
La poupe du MV Chauncy Maples à Monkey Bay, lac Malawi, 2008